# Стровен, Рене
Рене Стровен (фр. René Strauwen; 14 мая 1901 — 19 сентября 1960) — бельгийский хоккеист на траве, полевой игрок. Бронзовый призёр летних Олимпийских игр 1920 года.

## Биография
Рене Стровен родился 14 мая 1901 года.
В 1920 году вошёл в состав сборной Бельгии по хоккею на траве на летних Олимпийских играх в Антверпене и завоевал бронзовую медаль. Играл в поле, провёл 1 матч, мячей (по имеющимся данным) не забивал.
Умер 19 сентября 1960 года.